# Camp Humphreys

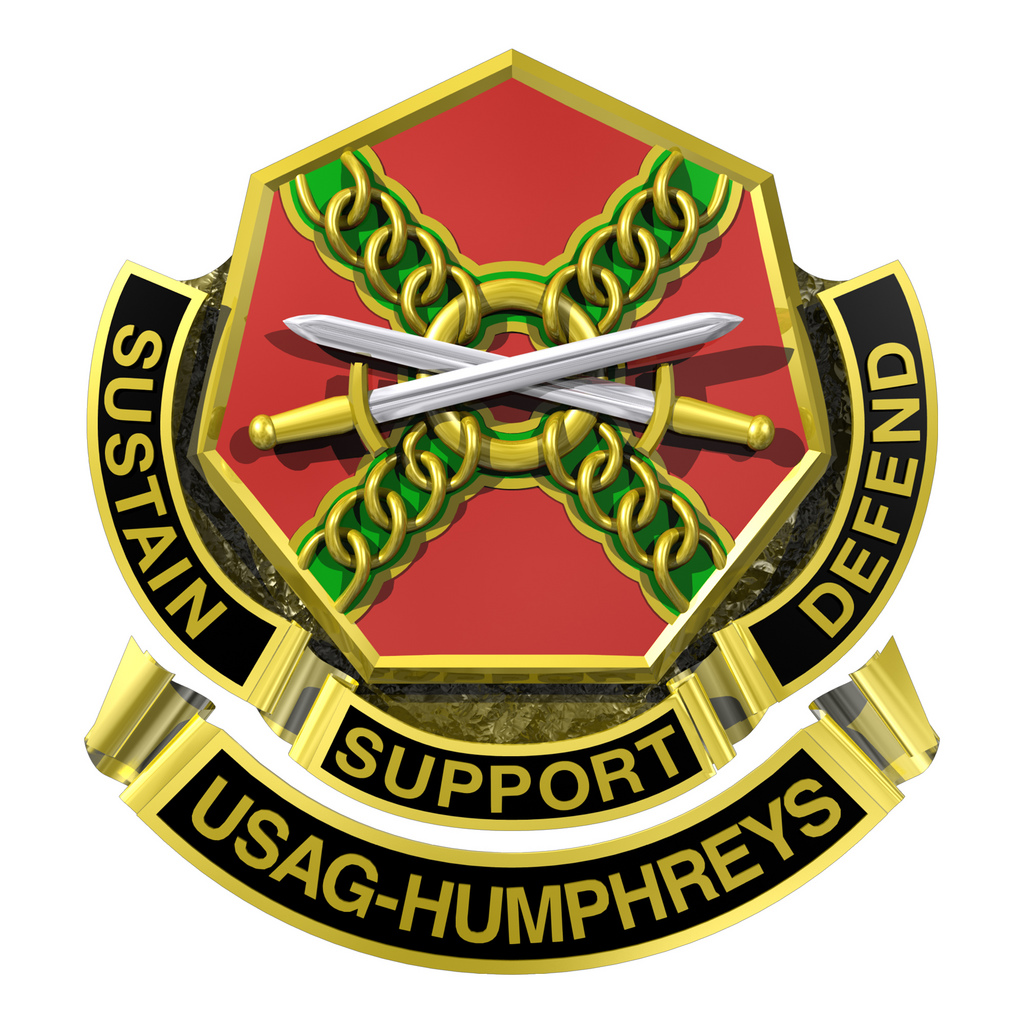
Armoiries du Camp Humphreys.

Le camp Humphreys (nom officiel : United States Army Garrison-Humphreys (USAG-H), en français: Garnison de l'armée des États-Unis-Humphreys) est une vaste installation militaire de l'armée de terre des États-Unis située sur la commune de Pyeongtaek en Corée du Sud.
Pyeongtaek est une ville nouvelle sud-coréenne de 406 000 habitants en 2008 située à une soixantaine de kilomètres au sud de Séoul, à proximité de la mer Jaune, sur la côte occidentale de la Corée, face à la Chine.
Il existe un total de trois bases militaires sur le territoire de cette commune, Osan Air Base utilisé conjointement par les Pacific Air Forces et l'armée de l'air sud-coréenne, Camp Humphreys utilisé par l'United States Army et une base navale de la marine de la République de Corée.

## Histoire du camp Humphreys

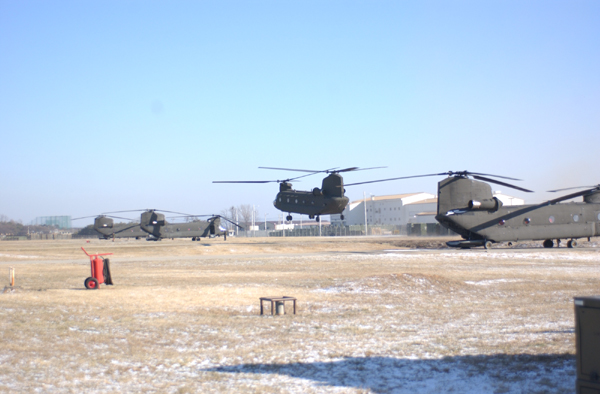
Hélicoptères CH-47 Chinook dans le camp Humphreys.

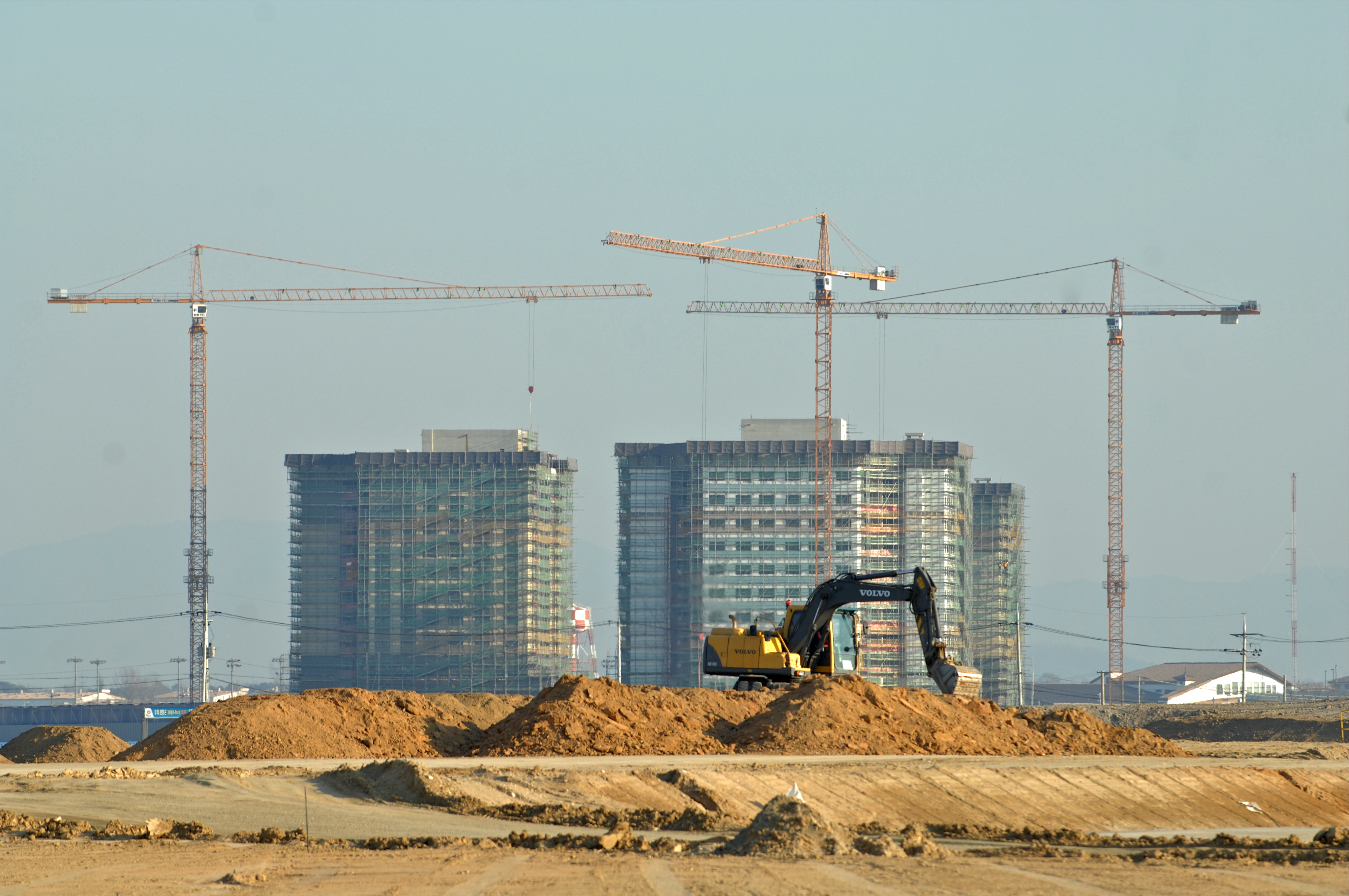
Construction d'immeubles d'habitations en 2011.

La situation stratégique de Pyongtaek a été perçue par l'Armée impériale japonaise qui en 1919 installa une base militaire dans cette zone alors agricole. Située à proximité de la Chine et en particulier de Pékin, cette zone deviendra une base aérienne lors de la guerre sino-japonaise permettant de mener des raids sur toute la côte orientale chinoise ainsi que de surveiller le sud de la Sibérie.
Avec la chute de l'empire du Japon en août 1945, la base sera maintenue et deviendra par la suite le Camp Humphreys.
En 1950, la tension entre les États-Unis et l'Union soviétique dégénère en guerre ouverte sur le sol coréen, la zone sera occupée par l'Armée populaire de Corée dont les éléments blindés seront bombardés par la Fifth Air Force le 10 juillet 1950. Elle fut reconquise  lors de la contre-offensive des Nations unies menée par le général Mac Arthur, et lorsque l'armée populaire de libération chinoise bouscula les forces alliés les contraignant à une retraite, elle se retrouva le point d'appui sur la côte ouest de la ligne de défense D à peu près le long du 37e parallèle nord entre le 26 décembre 1950 et 29 janvier 1951 jusqu'à une contre-attaque menée par le général Matthew Ridgway repoussant à la fois les Nord-coréens et leurs alliés sur ce qui deviendra la Zone coréenne démilitarisée.
Les États-Unis décident de renforcer leur présence aérienne et s'installent sur l'ancienne base japonaise renommée K-6 qu'ils agrandissent en 1951. Elle abritera un  Marine Air Group et le 614th Tactical Control Group.
L'armistice signé en 1953 se traduit par un maintien de la présence militaire américaine en Corée du sud. La base sera nommée Camp Humphreys en 1961.
La principale unité de combat actuellement positionnée est la brigade d'hélicoptères de la 2e DIUS.
Dans les années 2010, le Quartier Général des Forces des États-Unis basées en Corée, de la VIIIe Armée américaine, ceux du Commandement des Nations unies en Corée et la 2e division d'infanterie américaine dont les bases militaires situées trop près de la Zone coréenne démilitarisée qui sépare la Corée du sud de la Corée du Nord sont repositionnés à Pyongtaek à partir de 2008. Le QG des forces des États-Unis en Corée est inauguré sur cette base le 29 juin 2018.
Cette relocalisation a le double avantage d'offrir un délai supplémentaire en cas d'offensive terrestre venue du nord et de positionner les avions face à la Chine qui fait figure d'adversaire potentiel.
L'installation dépendant du United States Army Installation Management Command couvre dans les années 2000 une superficie de 1 210 acres. Dans le cadre du plan de cette réinstallation, elle augmente de 2 328 à 3 538 acres en faisant la grande base militaire des États-Unis à l'étranger avec près de 500 immeubles et entrepôts.
Avec les familles des militaires, on comptera en 2013 dans les écoles du camp 1 700 élèves sud-coréens et américains.
En 2019, il est décidé le transfert du  ROK/US Combined Forces Command (en) (Commandement des forces combinées de la République de Corée/États-Unis) chargé des opérations en cas de guerre de Séoul a Camp Humphreys.

## Urbanisation
Les autorités sud-coréennes fondent en 1986 une ville nouvelle portuaire qui se veut un pôle économique international dans cette zone qui s'est très rapidement urbanisée, l'agriculture ne représentant qu'une fraction de l'économie de cette région désormais densément peuplée.

## Opposition au développement de la base en 2005/2006
Les paysans de Pyongtaek n'ont pas récupéré les terres dont ils ont été expulsés depuis les années 1950. Le régime du général Park Chung-hee ne permet d'ailleurs aucune contestation ouverte. Les villageois entreprennent au cours des années 1960 et 1970 un travail de drainage des marécages et de la plaine côtière. Leurs efforts collectifs leur permettent de reconquérir environ 2 500 hectares de terres qu'ils convertissent en rizières irriguées. Parallèlement grâce à 13 campagnes d'expropriation sans compensation financière la base militaire couvre 660 hectares.
En décembre 2004, le gouvernement coréen avait prévu de donner environ 1 150 hectares supplémentaires à la base militaire de Camp Humphreys. En décembre 2005, le comité gouvernemental d’expropriation des terres approuvait la saisie imminente du domaine du village de Daechuri, rendant ainsi illégale l’occupation de leurs terres par les paysans.
Les agriculteurs les plus âgés refusent d'être chassés une troisième fois de leur terre. Rapidement un mouvement national de soutien aux paysans de Pyongtaek se met en place. Des personnalités emblématiques de la lutte pour la démocratie dans les années 1980 tel que le père Mun Jeon Hyeon, prennent fait et cause pour les habitants des villages de Paengsong.
Le 10 juillet 2005, une manifestation nationale réunit plus de 20 000 activistes venus de toute la Corée pour appuyer les paysans de Pyongtaek. La répression très brutale des forces de l'ordre fera plusieurs dizaines de blessés dans les rangs des manifestants. Le Comité sud-coréen contre l'extension de la base militaire de Pyongtaek décide de se renforcer en prenant contact avec des mouvements pacifistes qui ont lutté ou qui résistent encore contre l'extension ou la création de bases militaires.
Des missions sont envoyées au Japon pour rencontrer des activistes pacifistes qui luttent à Okinawa contre la présence américaine. Une autre mission en Europe permet de rencontrer les paysans du Larzac qui se sont opposés victorieusement à l'extension d'une base militaire dans les années 1970.
Le 10 décembre 2005, les habitants du village de Paengsong organisent une rencontre internationale des mouvements d'opposition à la militarisation de la planète. José Bové participe à cette journée et explique les stratégies mises en place dans les années 1970 sur le Larzac pour occuper les maisons vides et empêcher l'arrivée des forces militaires. Les militants d'Okinawa rappellent les victoires qu'ils ont eues contre l'extension de la base navale.
Le 11 décembre 2005, plus de 10 000 activistes venus de tout le sud de la péninsule coréenne se rassemblent dans la ville de Pyongtaek, située à une dizaine de kilomètres de la base, pour soutenir les habitants de la zone et réaffirmer leur opposition contre une nouvelle militarisation du pays.
Des manifestations Pro-expansion ont également eu lieu mais à une échelle plus petite. Les arguments principaux des pro-expansion étaient que l'immense majorité des protestataires ne sont pas des fermiers du secteur local qui ne représentent que 10 % de ceux-ci mais des activistes politiques originaires de reste du pays.
En octobre 2006, les résidents de Daechuri et d'autres petits villages à proximité de Pyeongtaek sont convenus d'un règlement du gouvernement pour  quitter leurs foyers et permettre l'expansion de base. Selon un article du The Korea Herald, le gouvernement a accepté de fournir aux résidents une rémunération supplémentaire en vertu de laquelle ils recevront une subvention de 200 000 Won (soit 230 dollars américains) tous les mois pendant 10 ans avec 8 pyeong (26,4 m2) de terres dans un espace mis de côté pour leur réinstallation. Les résidents ont également une compensation d'une somme moyenne de 2 000 000 de $ US chacun, soit, selon le gouvernement, trois à quatre fois la valeur marchande actuelle de leurs propriétés.

## Dans la fiction
Une scène du film World War Z (2013) s'y déroule.